# Astathes bimaculatoides
Astathes bimaculatoides är en skalbaggsart som beskrevs av Stefan von Breuning 1971. Astathes bimaculatoides ingår i släktet Astathes och familjen långhorningar.
Artens utbredningsområde är Laos. Inga underarter finns listade.